# Oszmiana
Oszmiana (biał. Ашмяны, Aszmiany, lit. Ašmena, ros. Ошмяны, Oszmiany, hebr. אשמיאני) – miasto na Białorusi, w obwodzie grodzieńskim, siedziba rejonu oszmiańskiego, do 1945 w Polsce, w województwie wileńskim, siedziba powiatu oszmiańskiego; położone na Garbie Oszmiańskim, nad Oszmianką, w pobliżu granicy z Litwą, na Wileńszczyźnie; 14,8 tys. mieszkańców (2010).
Miejsce obrad sejmików ziemskich powiatu oszmiańskiego od XVI wieku do pierwszej połowy XVIII wieku. W latach 1946–1991 Oszmiana leżała w Białoruskiej SRR, była siedzibą władz rejonu. Miasto posiada przemysł spożywczy; węzeł drogowy. Działa tu muzeum i Dom Polski.

## Demografia
Według danych białoruskich w 2009 Polacy stanowili 5,69% mieszkańców Oszmiany.

## Historia

### Litwa i I Rzeczpospolita

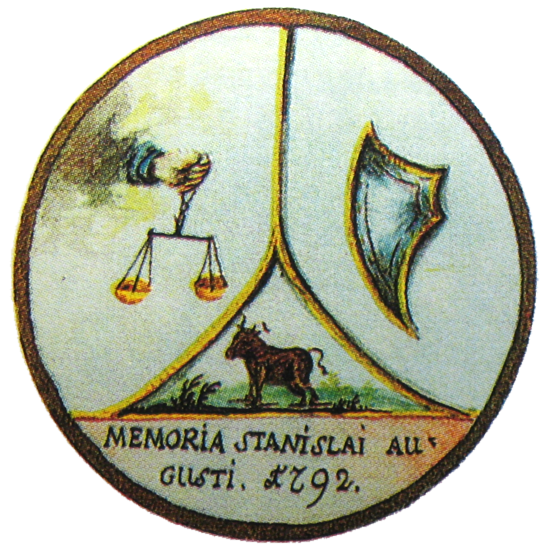
Herb Oszmiany, nadany przez króla Stanisława Augusta Poniatowskiego w 1792

Po raz pierwszy Oszmiana wymieniona w 1341, gdy po śmierci Giedymina odziedziczona została przez Jawnutę. Najazd krzyżacki z lat 1384–1385 doprowadził do zniszczenia Oszmiany i jej okolic. Kolejny najazd z 1402 zakończył się klęską Krzyżaków. Oszmiana się obroniła a rozbici Krzyżacy wycofali się do Miednik.
Od 1413 gród znajdował się już w województwie wileńskim. W 1432 Zygmunt Kiejstutowicz wyznaczony przez Jagiełłę do sprawowania władzy na Litwie stoczył tu bitwę z Świdrygiełłą roszczącym sobie prawo do władzy i spiskującego z Krzyżakami. Od tej pory Oszmiana stała się rezydencją Wielkich Książąt Litewskich. Dzięki posiadaniu dworu książęcego gród rozbudował się w znaczące miasto.
W 1519 Oszmiana ponownie została zniszczona, tym razem w wyniku ataku wojsk moskiewskich. W 1537 jej mieszkańcy otrzymali przywileje handlowe i targowe, które w 1683 jeszcze raz potwierdził król Jan III Sobieski. Gdy po najeździe moskiewskim dźwignięto miasto z ruiny, otrzymało ono w 1566 magdeburskie prawa miejskie. W tym czasie w mieście powstał kościół kalwiński z fundacji Mikołaja Radziwiłła „Rudego”.
Podczas najazdów nawiedzających Oszmianę zaginęły przywileje lokacyjne. Na prośbę burmistrza i rajców miejskich król Stanisław August Poniatowski uznał to miasto za „miejsce przyzwoite dla sądów i sejmików, za miasto wolne i niepodlegające żadnej innej administracji, prócz swego magistratu”, wydając w 1792 w Warszawie przywilej revonationis. W tym samym czasie miasto uzyskało herb miejski.

### Okres zaborów

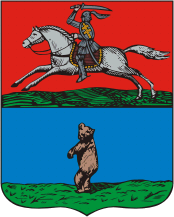
Herb ustanowiony przez władze rosyjskie w 1845

W 1795 po III rozbiorze Polski miasto znalazło się pod władztwem rosyjskim. W czasie powstania listopadowego miasto zostało opanowane przez oddziały powstańcze pod dowództwem pułkownika Karola hr. Przeździeckiego i dominikanina x. Jasińskiego złożone z mieszkańców Oszmiany. 15 kwietnia 1831, podczas ponownego ataku na Oszmianę, rosyjska 1500-osobowa ekspedycja karna z Wilna pod dowództwem pułkownika Wierszilina starła się z kilkudzięsięcioosobowym oddziałem powstańczym pod dowództwem Stelnickiego stanowiącym tylną straż oddziału Przeździeckiego, który wycofał się do Puszczy Nalibockiej. W tym czasie wojska rosyjskie spaliły miasto i dokonały rzezi mieszkańców. W kościele dominikańskim zamordowano 500 osób, m.in. kobiety, dzieci i kapłana sprawującego nabożeństwo. Na starym cmentarzu znajdują się też mogiły polskich żołnierzy poległych w 1920 w walce z bolszewikami, a także wspólny grób 57 Polaków zamordowanych przez NKWD w nocy z 23 na 24 czerwca 1941 w tutejszym więzieniu oraz pod Oszmianą, na wzgórzu „Kalniak” znajdującym się między kombinatem mięsnym a starym cmentarzem katolickim. W 1912 tutejsza gmina żydowska wzniosła w Oszmianie murowaną synagogę. Obecnie urządzony jest w niej magazyn.

### II Rzeczpospolita
Miasto powiatowe w województwie wileńskim
Zarząd miejski: burmistrz: Józef Staniewicz, wiceburmistrz Abram Strugacz.
Budżet wykonany w roku 1938/1939: wpływy 162.537,39 złotych, wydatki 149.793,20 złotych.
Elektr., szpital, telef.
Banki i instytucje oszczędnościowo-kredytowe: K.K.O., Bank Spółdzielczy, Żydowski Bank Ludowy.
Zakład przemysłowy zatrudniający 100 ludzi – 1.
Kościół rzymskokatolicki – 1, cerkiew prawosławna – 1, synagoga – 1.
Przedszkole – 1, szkoła powszechna publiczna – 1,gimnazjum ogólnokształcące państwowe – 1, szkoła dokształcająca – 1.
Instytucje opieki społecznej: stacja opieki nad matką i dzieckiem.
Kinoteatr -1, biblioteki – 3 (2 polskie, 1 niepolska), czytelnia – 1.
Rocznik Polityczny i Gospodarczy 1939 Warszawa Polska Agencja Telegraficzna.
W 1928 roku nauczyciele szkoły powszechnej Stanisław Dobosz i Fryderyk Koziarz zostali odznaczeni Srebrnym Krzyżem Zasługi za „zasługi w pracy pedagogicznej i przysposobienia wojskowego”
W latach 1921–1945 miasteczko leżało w Polsce, w województwie wileńskim, w powiecie oszmiańskim, w gminie miejskiej Oszmiana.
W 1931 w 714 domach zamieszkiwało 5791 osób.

Wierni należeli do parafii rzymskokatolickiej i prawosławnej w Oszmianie. Mieścił się tu Sąd Grodzki oraz urząd pocztowy który obsługiwał teren gminy.

Oszmiana za czasów II Rzeczypospolitej:
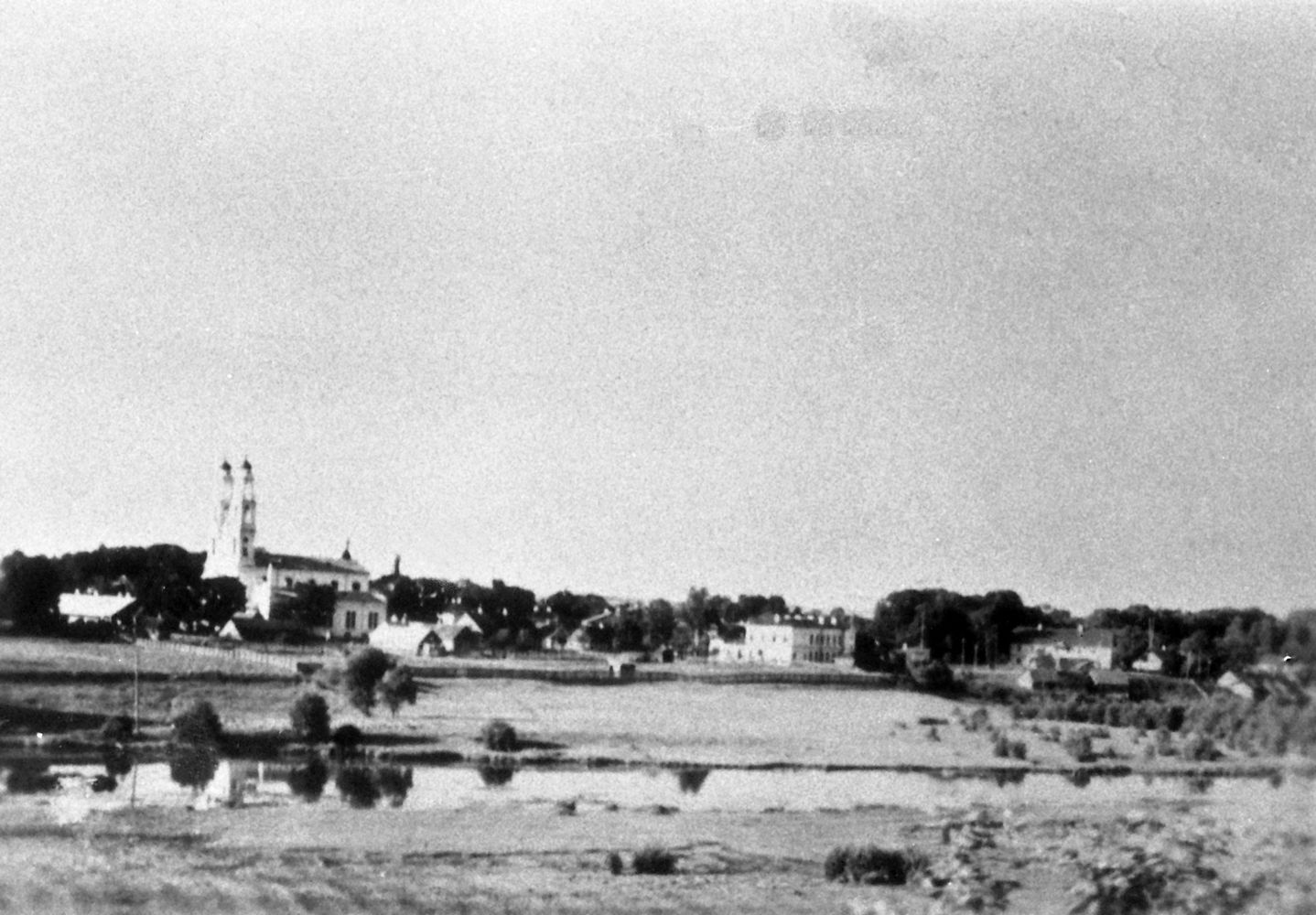
Panorama miasta
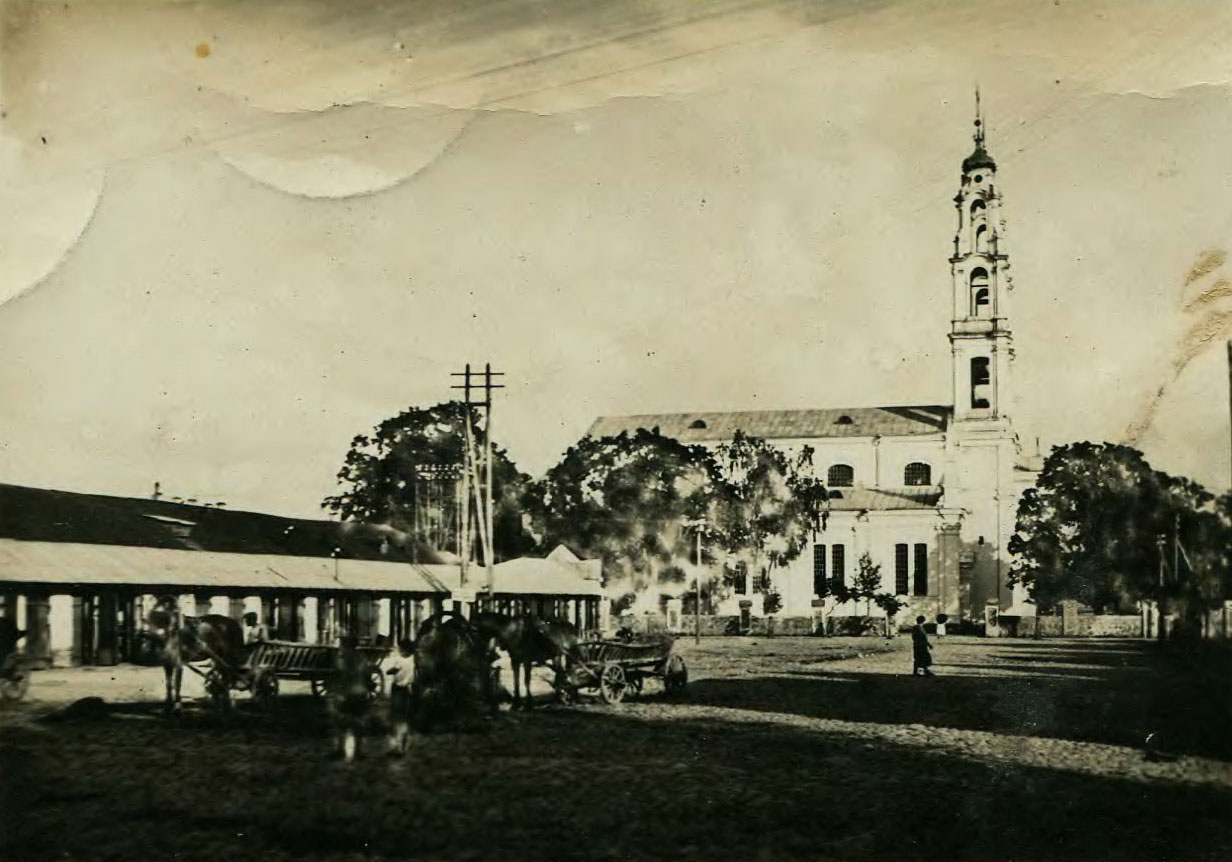
Plac Kościuszki
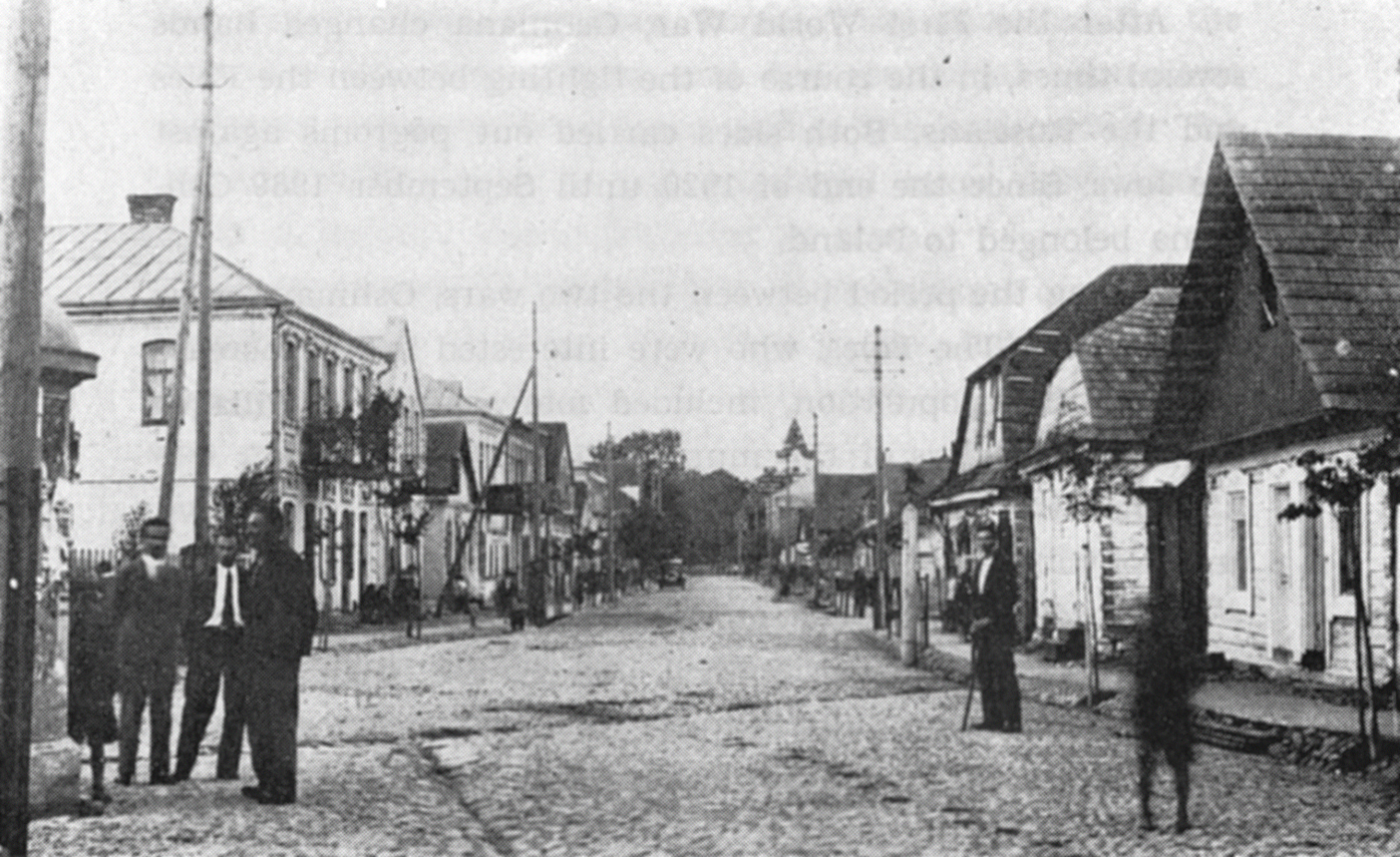
Ulica Żeligowskiego
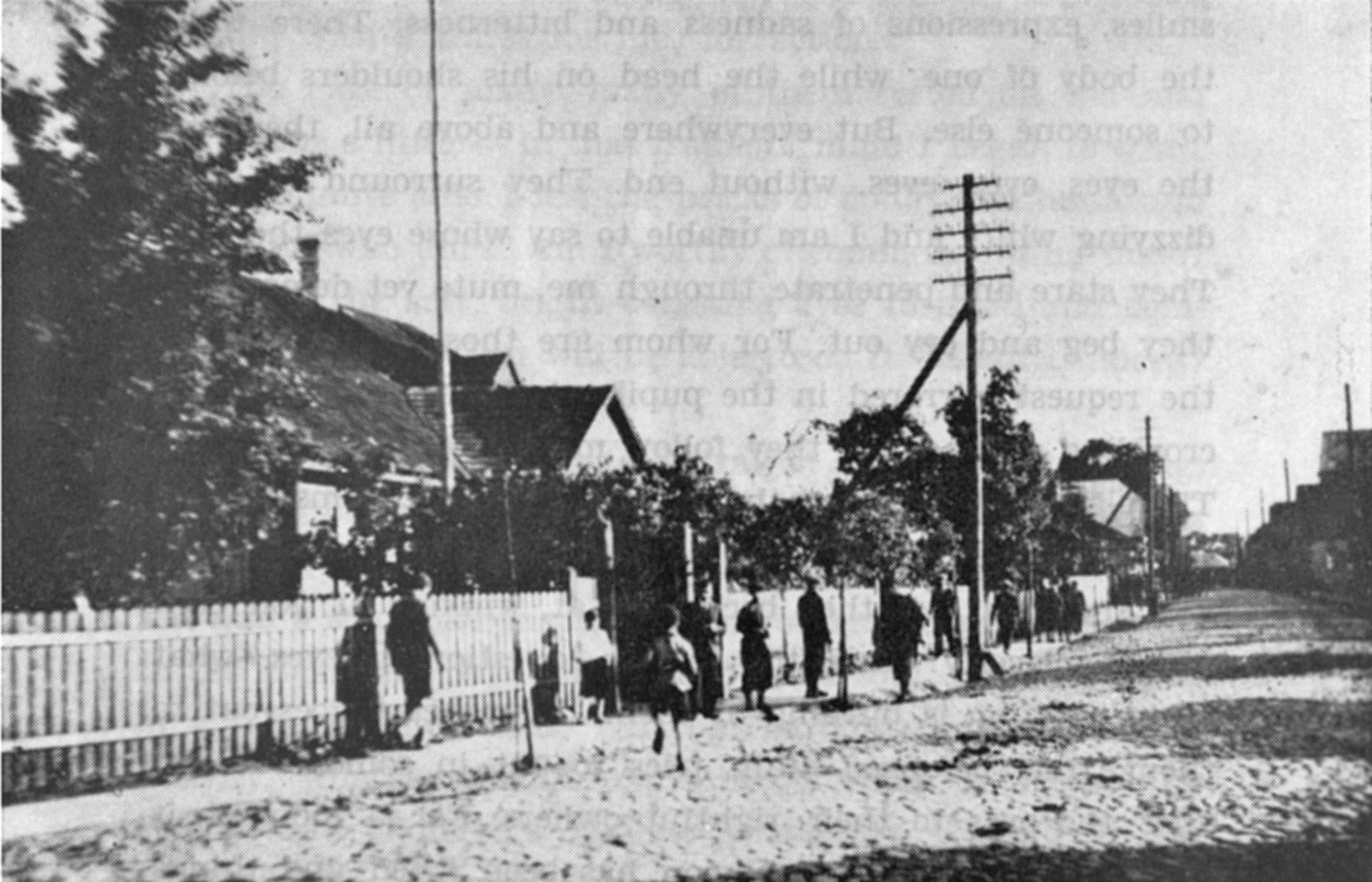
Ulica Żuprańska
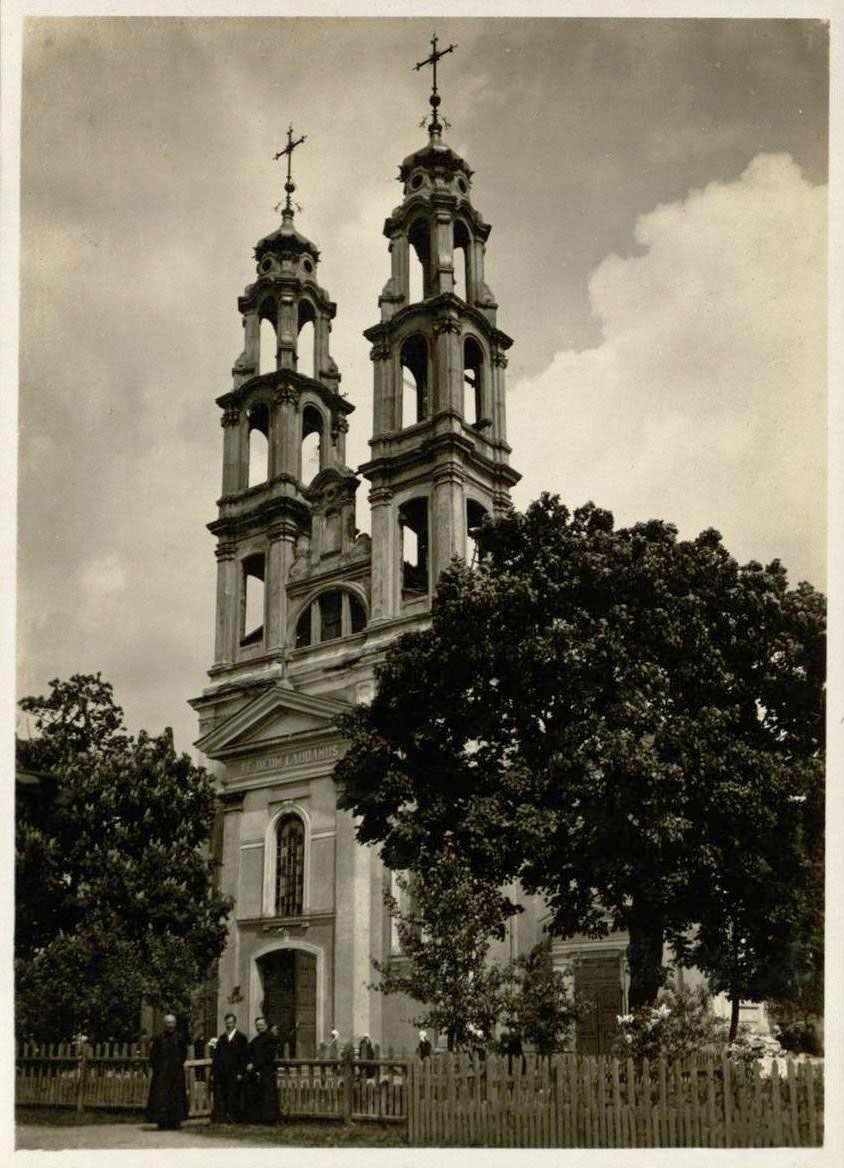
Kościół św. Michała Archanioła
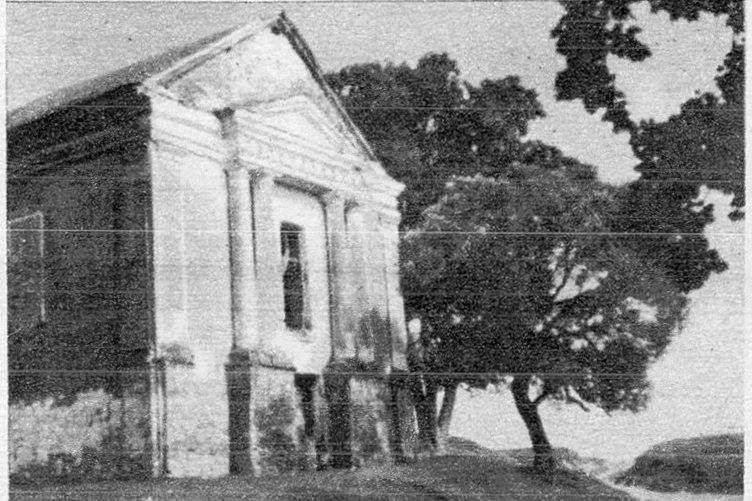
Kościół franciszkanów
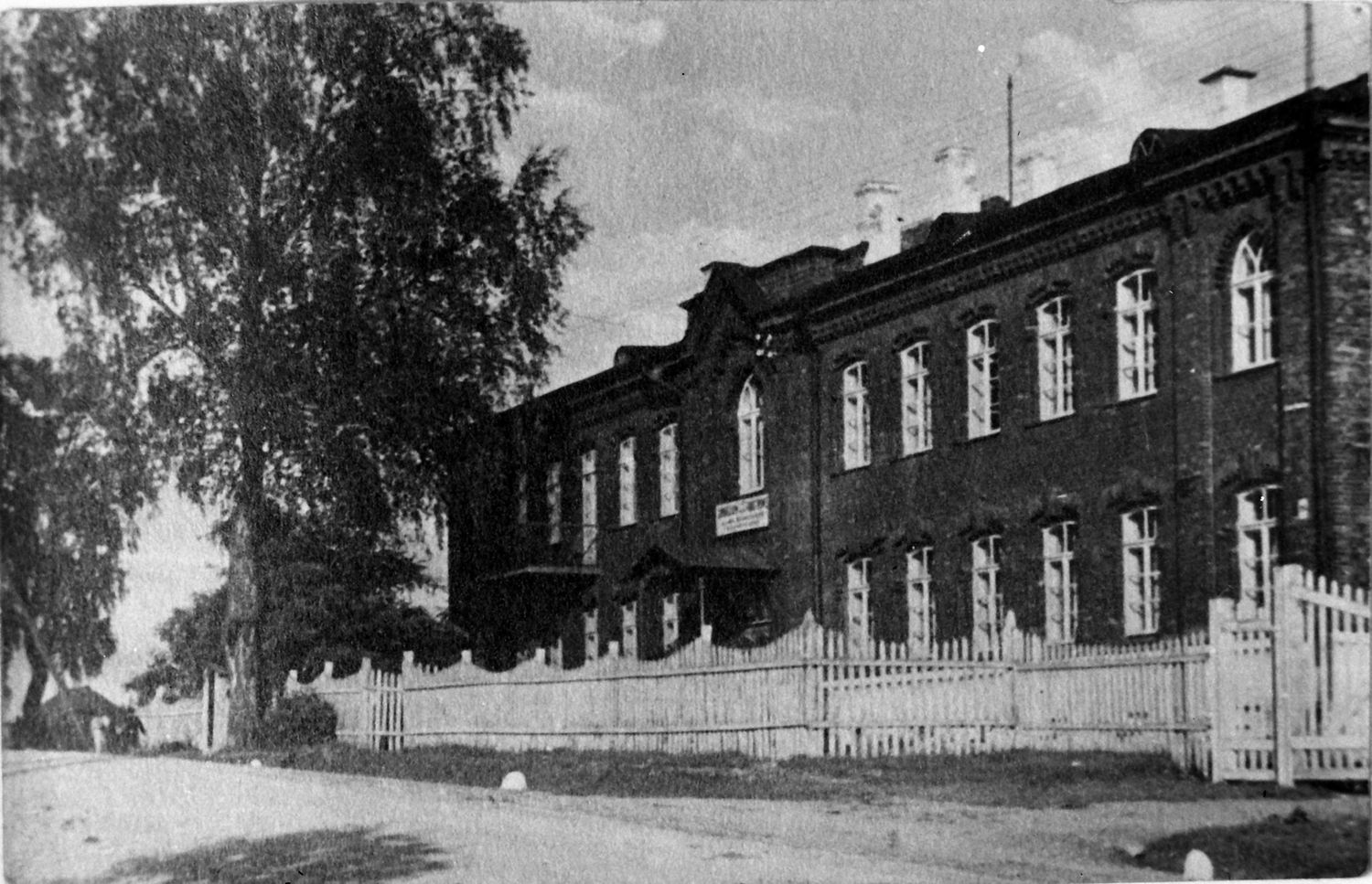
Państwowe Gimnazjum im. Jana Śniadeckiego
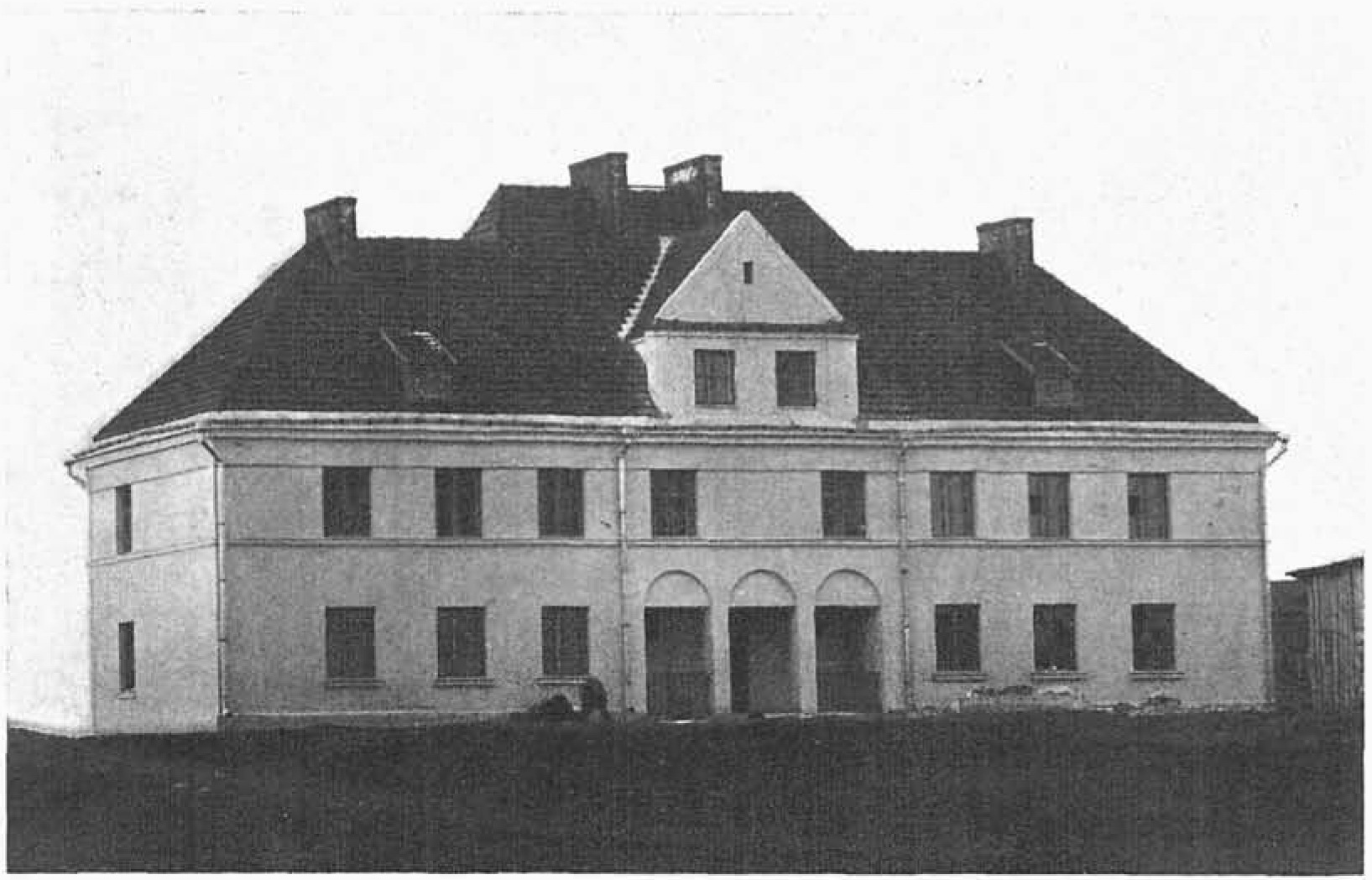
Dom wielorodzinny z lat 20.
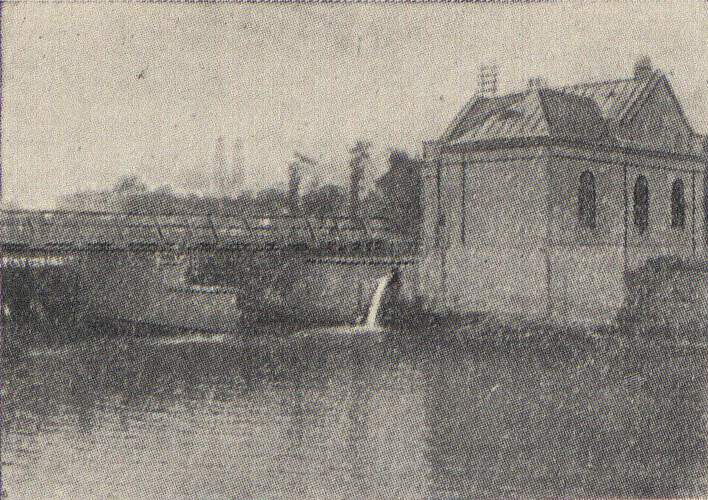
Młyn wodny
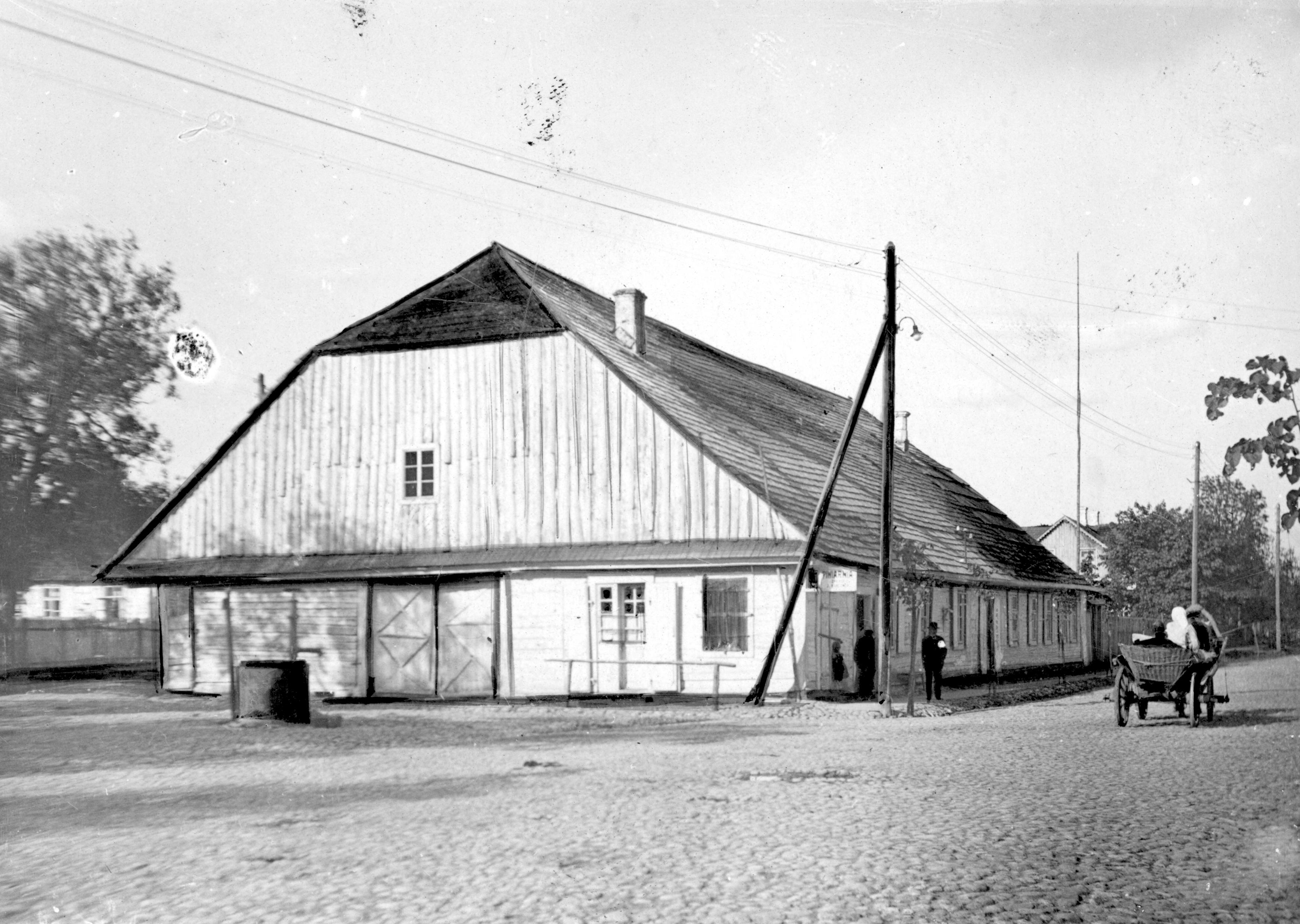
Karczma Napoleońska

### II wojna światowa
W wyniku inwazji sowieckiej na terytorium Polski Oszmiana znalazła się pod okupacją Związku Radzieckiego. Wobec niemieckiej napaści na ZSRR, w nocy z 23 na 24 czerwca funkcjonariusze NKWD dokonali mordu od 30 do 52 więźniów polskiej narodowości przetrzymywanych dotychczas w więzieniu w Oszmianie.
Podczas okupacji hitlerowskiej w październiku 1941 roku Niemcy utworzyli getto dla żydowskich mieszkańców. Przebywało w nim około 4000 osób. 12 kwietnia 1943 roku Niemcy zlikwidowali getto, a Żydów wywieziono do getta w Wilnie, Kownie i obozów pracy w Wilejce; część zamordowano na miejscu. 

## Flaga i herb
Oszmiana otrzymała herb miejski w 1792 od króla Stanisława Augusta Poniatowskiego. Tarcza herbowa jest trójdzielna w odwróconą rosochę – w polu pierwszym przedstawiono rękę trzymającą szalę, w drugim tarczę, w trzecim Ciołek – herb Poniatowskich.
Współczesne flaga i herb miasta Oszmiana zostały ustanowione 17 lipca 2006 ukazem prezydenta Białorusi nr 455.

## Obiekty zabytkowe

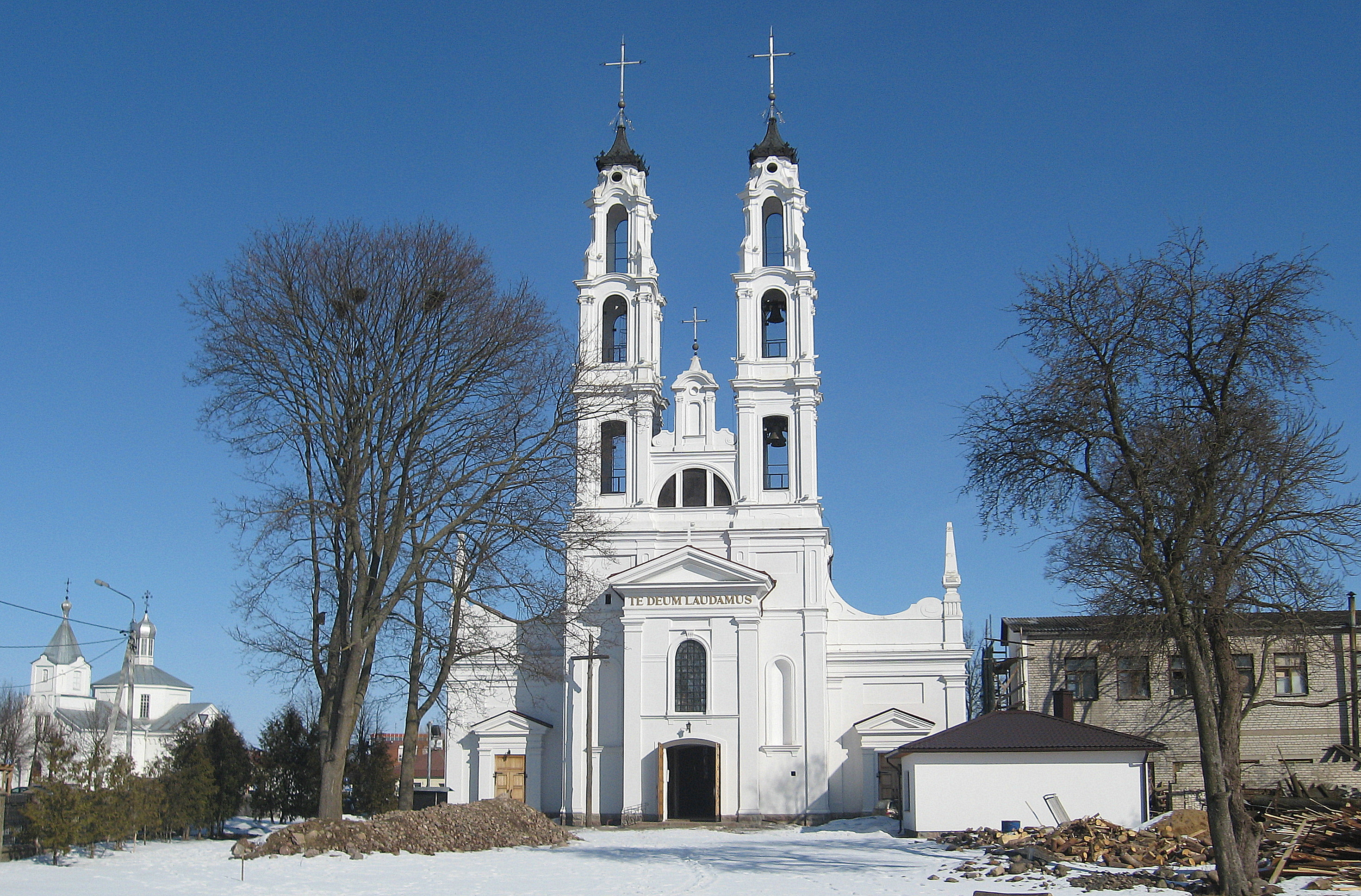
Kościół św. Michała Archanioła

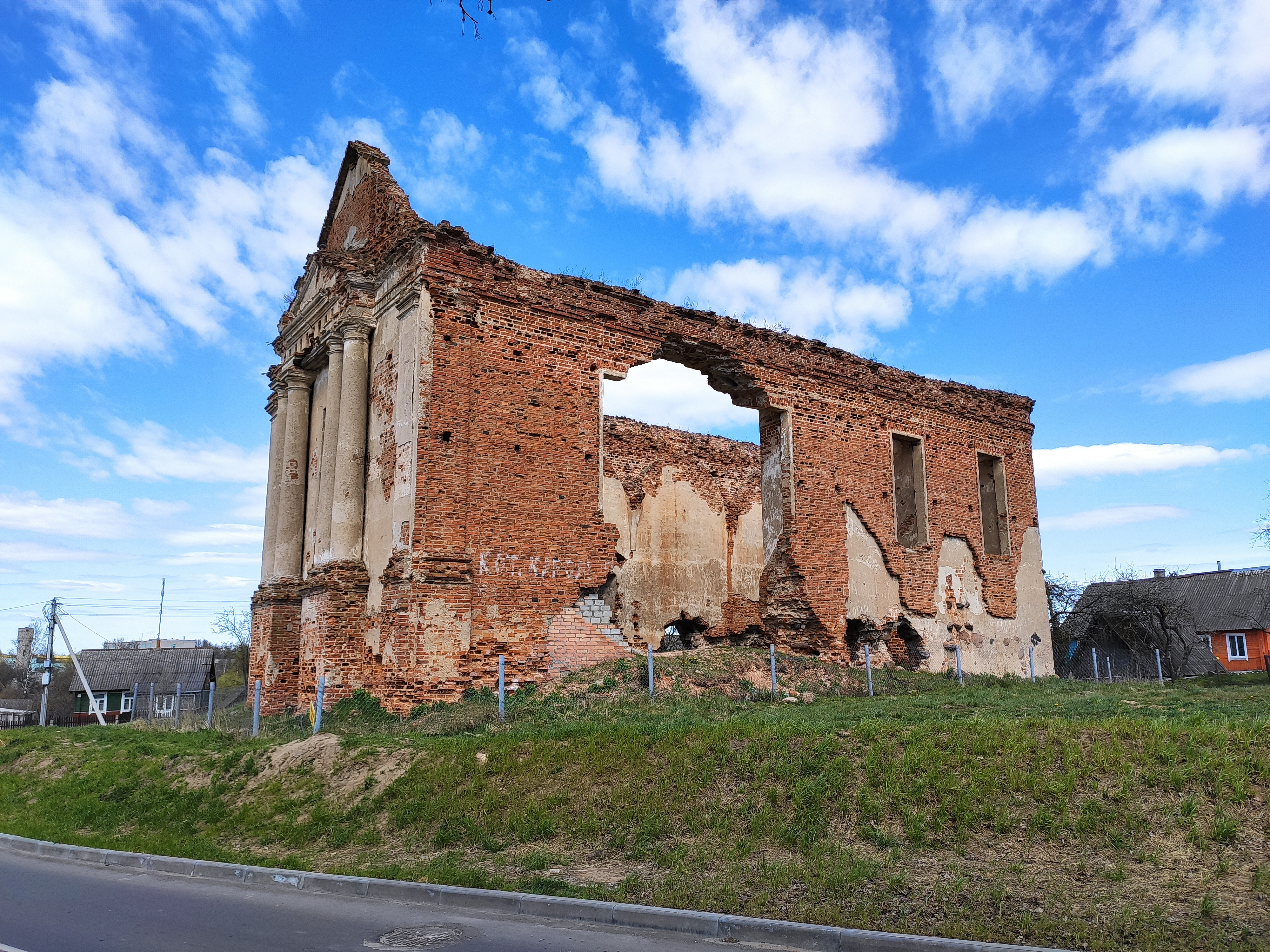
Kościół franciszkanów

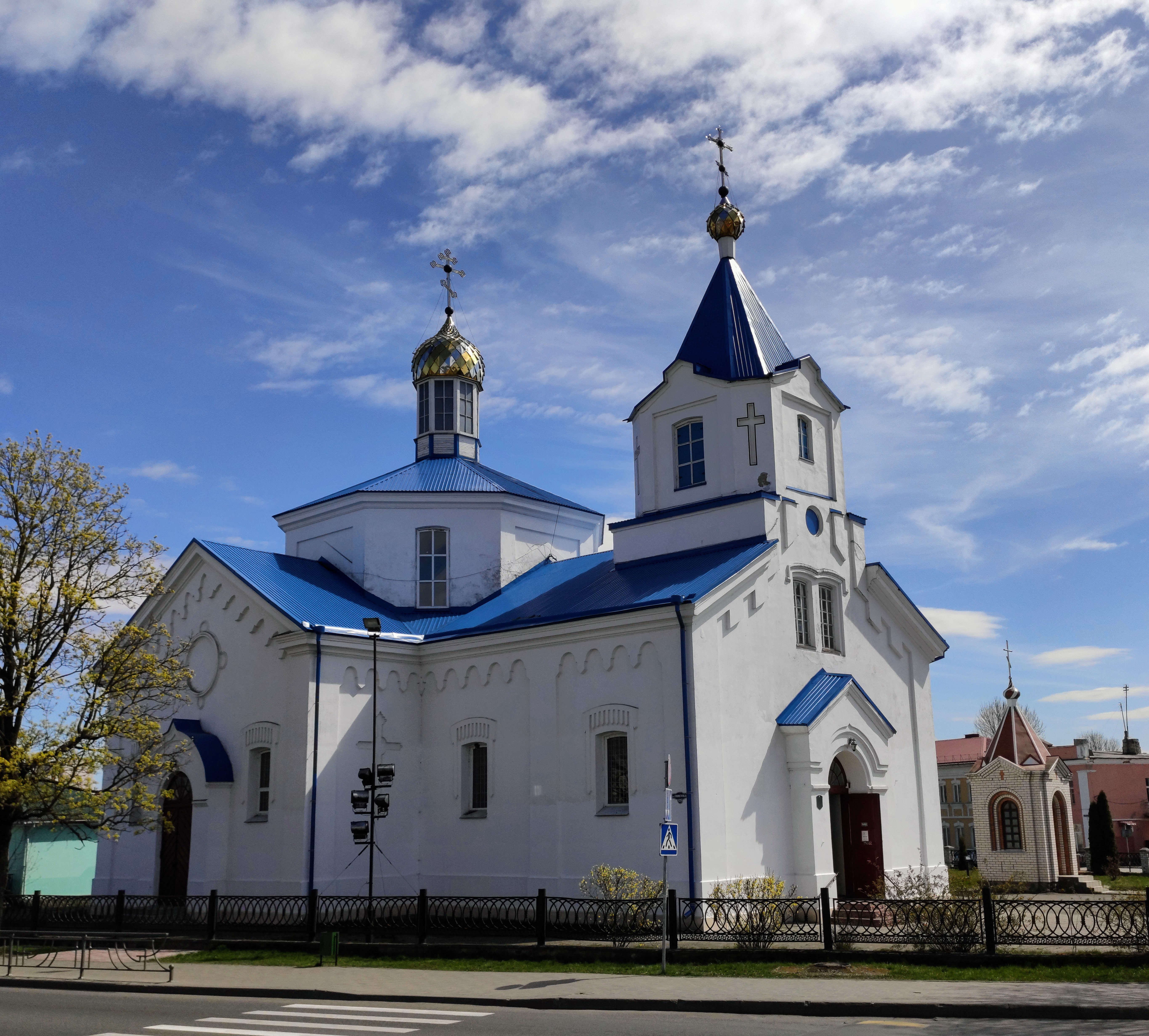
Cerkiew Zmartwychwstania Pańskiego

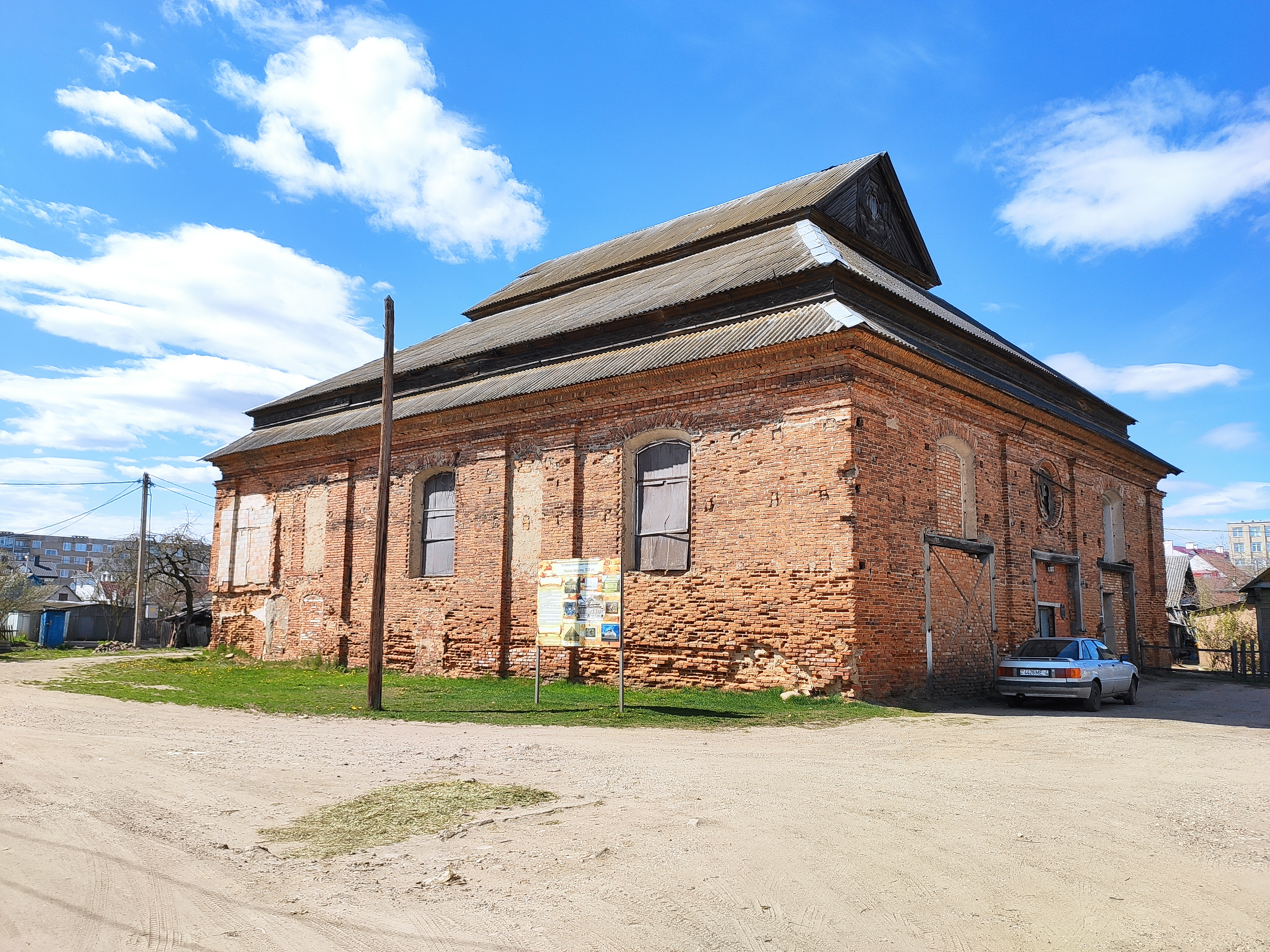
Synagoga

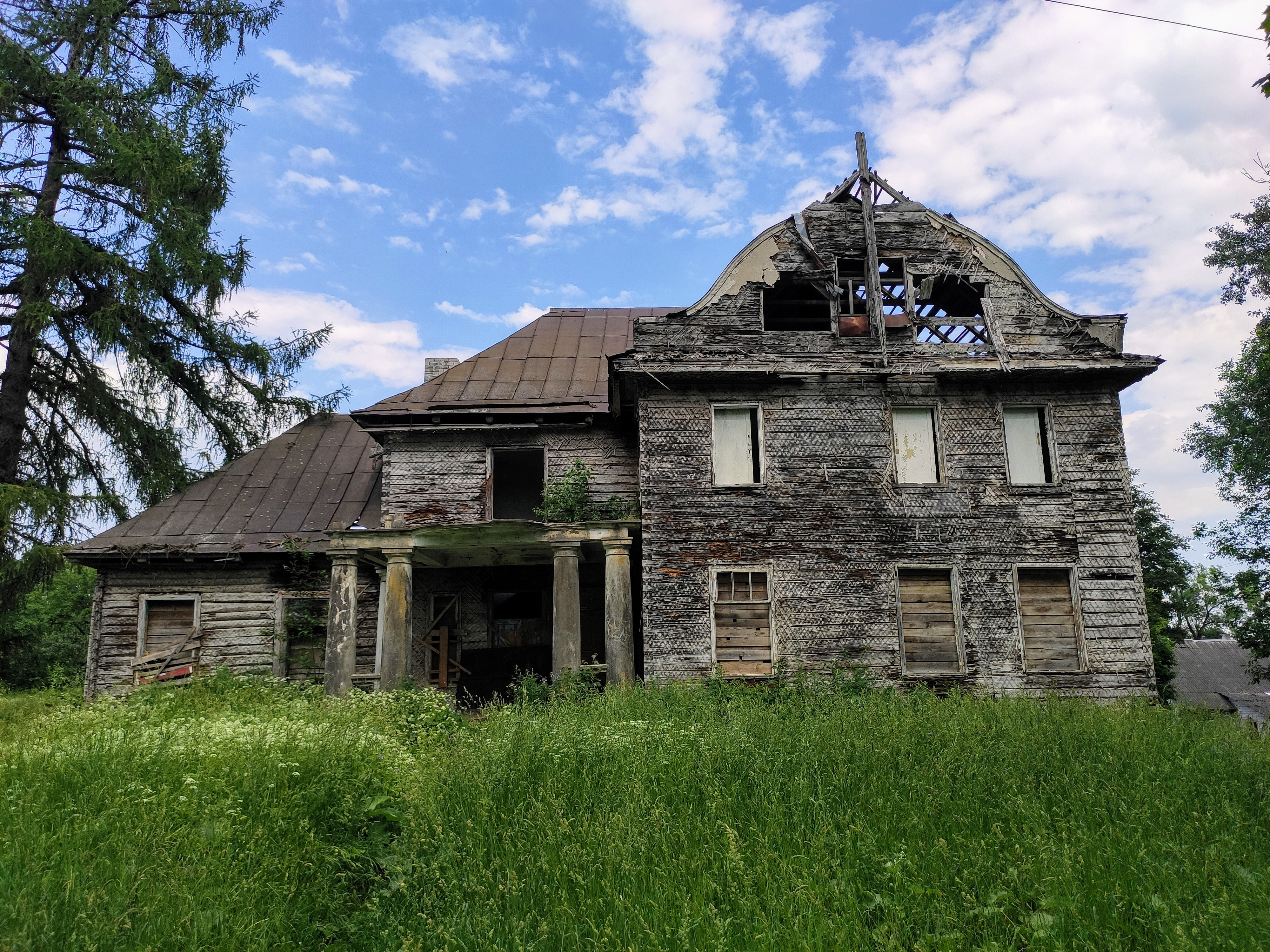
Majątek Strugaczów

- kościół św. Michała Archanioła, zbudowany w latach 1900–1906 ze składek wiernych w stylu baroku wileńskiego.
- ruiny kościoła franciszkanów, za rzeką, wschodnia część ul. Franciszkańskiej
- drewniany Kościół Dominikanów - obecnie kaplica cmentarna
- cerkiew prawosławna pw. Zmartwychwstania Chrystusa (parafialna)
- synagoga
- stary cmentarz katolicki z kwaterą żołnierzy poległych w 1920 i pomordowanych w 1941.
- stary cmentarz prawosławny
- cmentarz żydowski
- budynek młyna wodnego
- stara zabudowa miasta

## Kościół
Parafia w Oszmianie założona przez Jagiełłę jeszcze podczas chrystianizacji Litwy jest jedną z najstarszych na terenie Wielkiego Księstwa Litewskiego. W 1505 część miasta tzw. Stara Oszmiana została przekazana zakonowi franciszkanów przez króla Aleksandra Jagiellończyka. Z jego fundacji stanął tam drewniany klasztor franciszkanów i murowany kościół, zniszczony w czasie potopu szwedzkiego. Odbudowa kościoła okazała się możliwa dzięki pieniądzom z zapisu testamentowego biskupa wileńskiego, którym w tym czasie był Jan Karol Dowgiałło Zawisza. W 1667 w Oszmianie pojawia się drugi kościół. Stało się to dzięki fundacji Andrzeja i Doroty Poczobuttów, którzy sprowadzili do miasta dominikanów i zbudowali im klasztor oraz drewniany kościół pod wezwaniem Trójcy Świętej. Gdy w 1850 zakon został skasowany, kościół przeniesiono na cmentarz parafialny, gdzie pełnił rolę kaplicy cmentarnej, a w jego dawnym miejscu w 1872 wybudowano cerkiew.
Obecny murowany kościół pw. św. Michała Archanioła powstał w latach 1900–1906 ze składek wiernych. Kościół ten zaprojektował architekt Wacław Michniewicz w stylu baroku wileńskiego. Kościół jest trójnawowy, posiada dwie wieże. W 1950 władze komunistyczne zamknęły kościół i urządziły w nim magazyn lnu. Niestety wybuchł pożar i len spłonął. Później w kościele urządzono fabrykę urządzeń plastycznych. W środku zbudowano dwa piętra. Gdy w 1991 kościół został zwrócony wiernym, od razu wydzielono jedną nawę i zaczęto odprawiać w niej msze, dopiero później wzięto się za długotrwały remont, który był możliwy dzięki pracy parafian i księży salezjanów, którzy przejęli parafię. Mimo dewastacji kościoła, uratował się Obraz Matki Bożej Częstochowskiej, umieszczony obecnie w bocznej nawie. W latach przedwojennych w tym kościele znajdowała się tablica upamiętniająca rzeź mieszkańców Oszmiany z 1831 oraz pocisk wmurowany w boczną nawę, którym wojsko carskie rozbiło drzwi do kościoła dominikańskiego.

## Znane osoby związane z miastem i jego okolicami

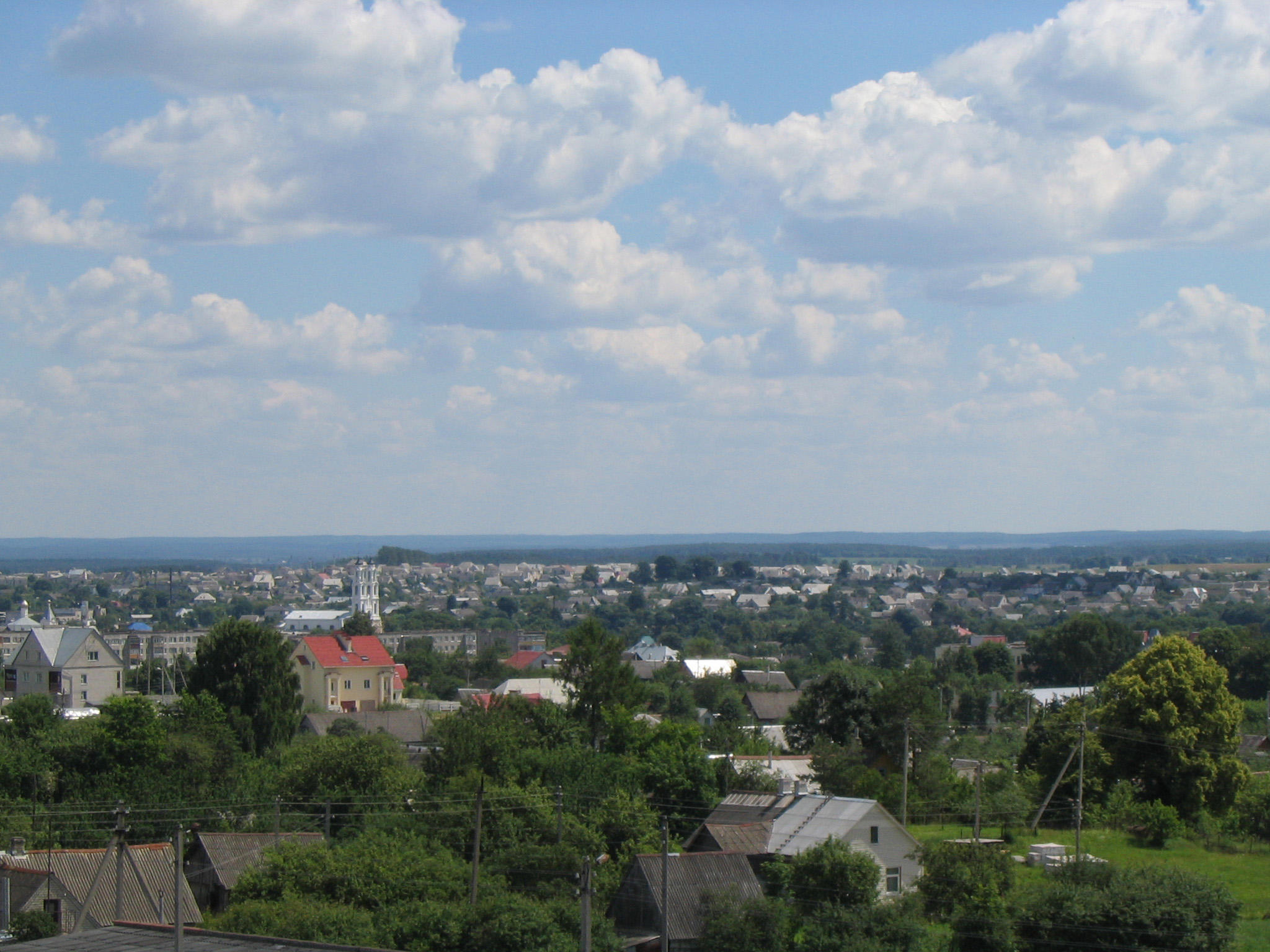
Panorama miasta

- Wiaczasłau Adamowicz (młodszy) – białoruski działacz narodowo-kulturalny, pisarz i publicysta
- Tadeusz Borkowski (1922–2001) – polski duchowny katolicki, wieloletni proboszcz parafii katedralnej w Olsztynie, wikariusz generalny diecezji warmińskiej
- Andrzej Cikoto (1891–1952) – białoruski duchowny katolicki obrządku bizantyjsko-słowiańskiego
- Jan Nepomucen Deszkiewicz-Kundzicz (1796–1869) – polski ksiądz rzymskokatolicki, magister teologii Uniwersytetu Wileńskiego (1824), publikował prace na temat gramatyki polskiej
- Stanisław Dobosz – polski nauczyciel i rzemieślnik, poseł
- Edmund Dzierżyński (1838–1882) – polski szlachcic, ziemianin, nauczyciel, kawaler Orderu św. Anny
- Eugeniusz Get-Stankiewicz (1942–2011) – polski artysta grafik, wykładowca
- Irena Górska-Damięcka (1910–2008) – polska aktorka, reżyser teatralny i filmowy
- Józef Hermanowicz (1890–1978) – białoruski duchowny katolicki
- Walerian Holak (1881–1948) – polski ksiądz, proboszcz i dziekan oszmiański
- Czesław Jankowski (1857–1929) – polski poeta, krytyk, publicysta, historyk, krajoznawca, działacz społeczny
- Wiesław Johann (ur. 1939) – polski prawnik i dziennikarz, sędzia Trybunału Konstytucyjnego w stanie spoczynku
- Aba Kovner (1918–1987) – polski Żyd, działacz ruchu oporu podczas II wojny światowej, lider Zjednoczonej Organizacji Partyzanckiej, dowódca powstania w getcie wileńskim, działacz żydowskiego ruchu Ha-Szomer Ha-Cair; pisarz, poeta, syjonista[12]
- Franciszek Kowzan (1843–1922) – polski poeta, powstaniec styczniowy
- Antoni Łokuciewski (1895–1941) – polski marszałek sejmu Litwy Środkowej, dyrektor gimnazjum w Oszmianie
- Witold Łokuciewski (1917–1990) – pułkownik pilot Wojska Polskiego, as myśliwski, ostatni dowódca dywizjonu 303
- Tadeusz Martusewicz (1916–2015) – polski kapitan lotnictwa i brytyjski Flight Lieutenant, pilot dywizjonu bombowego 305 i 300
- Giedymin Pilecki (1903–1967) – polski duchowny katolicki, kapelan Armii Krajowej,
- Mieczysław Pimpicki (1913–2008) – polski lekarz, chirurg, pionier medycyny sportowej, oficer Armii Krajowej, honorowy obywatel Olsztyna
- Karol Dominik Przeździecki (1782–1832) – pułkownik, dowódca 21 pułk piechoty Księstwa Warszawskiego, dziedzic Smorgoń
- Ferdynand Ruszczyc (1870–1936) – polski malarz, grafik, rysownik, scenograf, pedagog
- Adam Maciej Sakowicz – wojewoda smoleński od 1 marca 1658, starosta oszmiański od 1649, podwojewodzi wileński 1633–1640, podkomorzy oszmiański od 1628, porucznik chorągwi husarskiej Wincentego Aleksandra Gosiewskiego
- Jan Sienkiewicz (ur. 1955) – działacz mniejszości polskiej na Litwie, poseł na Sejm Litwy
- Michał Sopoćko (1888–1975) – polski duchowny katolicki, spowiednik św. siostry Faustyny Kowalskiej, założyciel Zgromadzenia Sióstr Jezusa Miłosiernego, błogosławiony Kościoła katolickiego
- Adam Stankiewicz (1892–1949) – białoruski duchowny katolicki, wydawca, pisarz, publicysta i działacz narodowo-religijny
- Jan Stankiewicz (1891–1976) – białoruski działacz narodowy i polityk
- Wojciech Tabor (ok. 1453–1507) – biskup wileński
- Witold Urbanowicz (ur. 1931) – polski malarz
- Lucjan Żeligowski (1865–1947) – generał broni, polski dowódca wojskowy